# Cliffe and Cliffe Woods
Cliffe and Cliffe Woods es una parroquia civil de la autoridad unitaria de Medway, en el condado de Kent (Inglaterra).

## Geografía
Según la Oficina Nacional de Estadística británica, Cliffe and Cliffe Woods tiene una superficie de 22,43 km².

## Demografía
Según el censo de 2001, Cliffe and Cliffe Woods tenía 5361 habitantes (49,69% varones, 50,31% mujeres) y una densidad de población de 239,01 hab/km². El 22,63% eran menores de 16 años, el 73,21% tenían entre 16 y 74 y el 4,16% eran mayores de 74. La media de edad era de 35,96 años. Del total de habitantes con 16 o más años, el 24,59% estaban solteros, el 63,36% casados y el 12,05% divorciados o viudos.
El 96,62% de los habitantes eran originarios del Reino Unido. El resto de países europeos englobaban al 1,18% de la población, mientras que el 2,2% había nacido en cualquier otro lugar. Según su grupo étnico, el 97,63% eran blancos, el 0,63% mestizos, el 0,9% asiáticos, el 0,45% negros, el 0,15% chinos y el 0,24% de cualquier otro. El cristianismo era profesado por el 79,49%, el budismo por el 0,06%, el hinduismo por el 0,24%, el judaísmo por el 0,09%, el islam por el 0,06%, el sijismo por el 0,54% y cualquier otra religión por el 0,24%. El 13,67% no eran religiosos y el 5,61% no marcaron ninguna opción en el censo.
2811 habitantes eran económicamente activos, 2728 de ellos (97,05%) empleados y 83 (2,95%) desempleados. Había 1990 hogares con residentes y 47 vacíos.